# Helicops
Helicops är ett släkte av ormar som ingår i familjen snokar. Släktet tillhör underfamiljen Dipsadinae som ibland listas som familj.
Vuxna exemplar är med en längd upp till 75 cm små ormar. De förekommer i Sydamerika. Individerna lever vid vattenansamlingar och de simmar ofta. Födan utgörs antagligen av fiskar. Honor lägger inga ägg utan föder levande ungar. Endast hos Helicops angulatus registrerades ibland ägg.
Arter enligt Catalogue of Life:
- Helicops angulatus
- Helicops carinicaudus
- Helicops danieli
- Helicops gomesi
- Helicops hagmanni
- Helicops infrataeniatus
- Helicops leopardinus
- Helicops modestus
- Helicops pastazae
- Helicops petersi
- Helicops polylepis
- Helicops scalaris
- Helicops tapajonicus
- Helicops trivittatus
- Helicops yacu

The Reptile Database listar dessutom:
- Helicops apiaka
- Helicops boitata
- Helicops nentur